# Una ragione in più
Una ragione in più è un album di Natale Galletta, pubblicato nel 1996. In questo album duetta con Enzo Di Domenico nel brano "Bello 'e papà".

## Tracce
1. E me teliefone sempe 'e notte
2. Pozzuoli carcere femminile
3. N'ammore impossibile
4. Comme si bella
5. Overamente te voglio bene
6. Bello 'e papà (feat. Enzo Di Domenico)
7. Isso te vò nu sacco 'e bene
8. Quando finisce un amore
9. Forse 'a lasso stasera
10. Pienzece